# Fort du mont Alban
Le fort du mont Alban est une fortification militaire. Bâti entre 1557 et 1560 sur la colline éponyme entre Nice et la rade de Villefranche, il est en France l’un des rares témoignages d’architecture militaire du milieu du XVIe siècle en bon état de conservation.

## Historique
En 1543, le siège de Nice occasionne de nombreuses destructions dans le système défensif de la ville. Sur un projet de Gian Maria Olgiati, ingénieur général militaire de Charles Quint, le duc de Savoie Emmanuel Philibert décide de fortifier la frontière maritime des États de Savoie par la construction d'un nouveau fort, entre les forteresses de Villefranche (citadelle Saint-Elme) et de Nice (château de Nice). Sa réalisation est confiée à l’architecte-ingénieur Domenico Ponsello sous la direction du capitaine général des galères ducales André Provana de Leyni. La première pierre est posée le 5 avril 1557. Ponsello édifie un fort bastionné selon un tracé dit en étoile pour répondre aux nouvelles techniques de l’artillerie en usage au XVIe siècle. André Provana de Leyni le nomme « mont Alban » (sans doute en référence à la couleur blanche de la roche calcaire du site).
Lors de la guerre de la ligue d’Augsbourg, le comté de Nice est le théâtre d’affrontements et le fort se rend sans combattre le 21 mars 1691 aux troupes du maréchal de Catinat. Il reste occupé jusqu’en 1696. Le traité d’Utrecht le rend à la Savoie en 1715. Durant la guerre de la succession d’Autriche, il connaît une nouvelle offensive menée par l’armée gallispane (franco-espagnole). Le fort est évacué le 21 avril 1744. Après plusieurs tentatives, il est récupéré par les Piémontais en février 1748. Dans l’offensive révolutionnaire de 1792, il est de nouveau occupé par les Français. En 1800, lors de la deuxième campagne d’Italie, grâce au télégraphe optique, la garnison républicaine encerclée peut transmettre, depuis le fort, des messages à son commandement situé sur l’autre rive du Var. Le 28 mai 1800, il tire son dernier boulet.
Au mois d’août 1927, le fort est de nouveau encerclé, mais cette fois par un gigantesque incendie qui ravage toutes les collines niçoises. Durant la Seconde Guerre mondiale, il abrite un poste de transmission militaire italien, puis allemand. Le 25 août 1944, il essuie, sans être touché, des tirs d’obus de l’artillerie de la marine de guerre alliée. Les constructions en superstructure endommagées durant ce dernier conflit sont démolies en 1948. Un relais de télévision y est installé en novembre 1958, et le 30 mars 1974 un nouvel émetteur permet de capter une troisième chaîne de télévision publique. En 1976, la zone forestière du fort est aménagée avec des tables et des bancs en mélèze. Le 20 juin 2006, de nouveaux émetteurs sont inaugurés pour permettre la diffusion de la télévision numérique terrestre. Désaffecté par l‘autorité militaire, il devient la propriété du ministère de la Culture qui, dans le cadre de la décentralisation, le rétrocède à la ville de Nice, candidate à son transfert, en mai 2007, pour un euro symbolique.
Ouvert pour la première fois au public en 2010 à l’occasion des journées du patrimoine, il est, depuis 2011, visitable tous les étés. En 2013 il accueille pour la première fois un diorama exclusif qui reconstitue l'équipement et la vie des soldats qui ont pu l'occuper à différentes époques.
En 2019 il est utilisé pour le tournage de la saison 2 de la série Riviera, où le personnage de Georgina Clios y organise une exposition d’œuvres d’art.

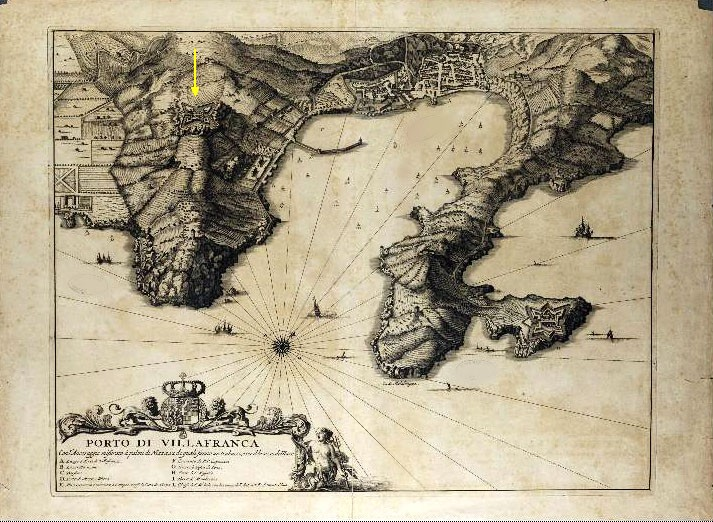
Le fort situé sur une carte du XVIIIe siècle.
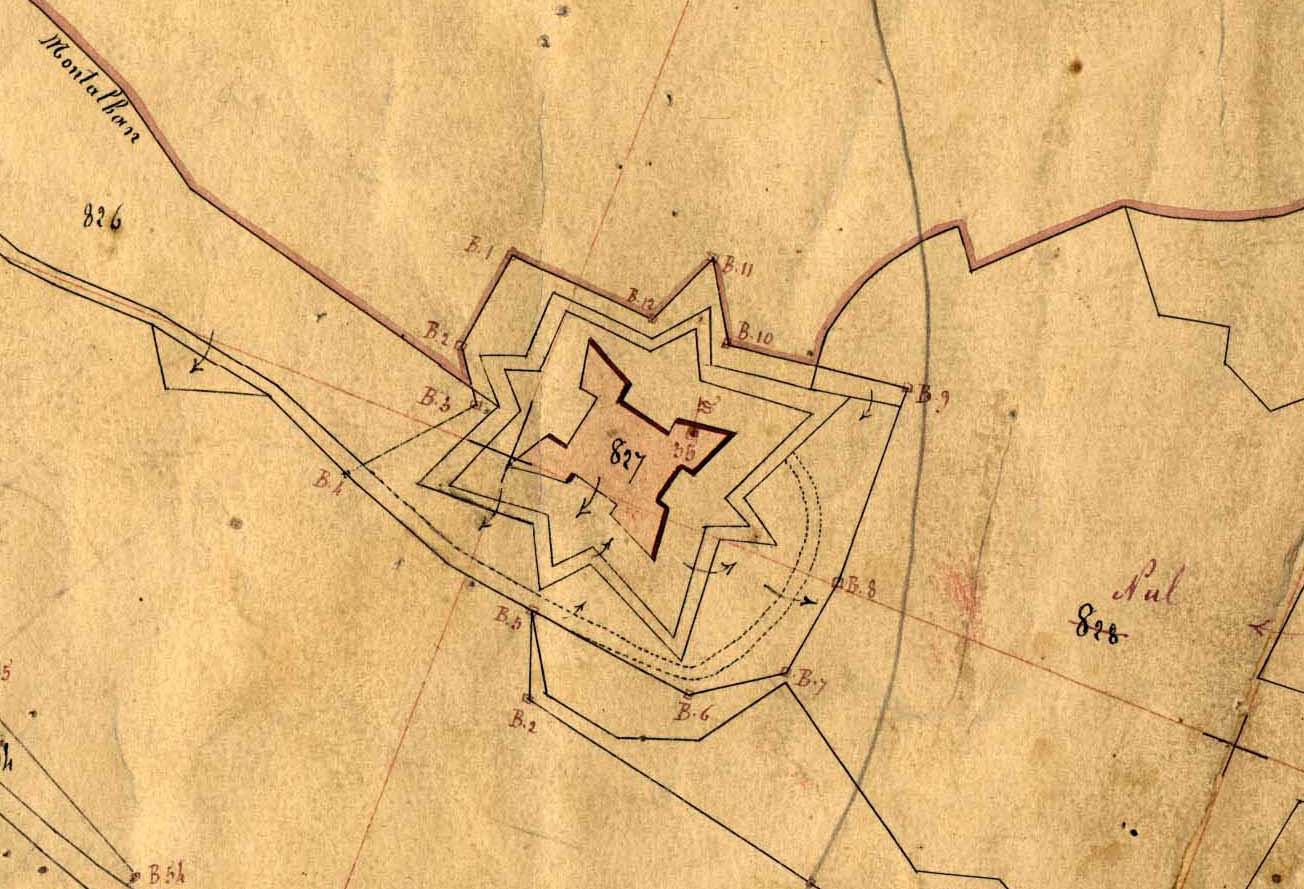
Situation sur le cadastre de 1872.
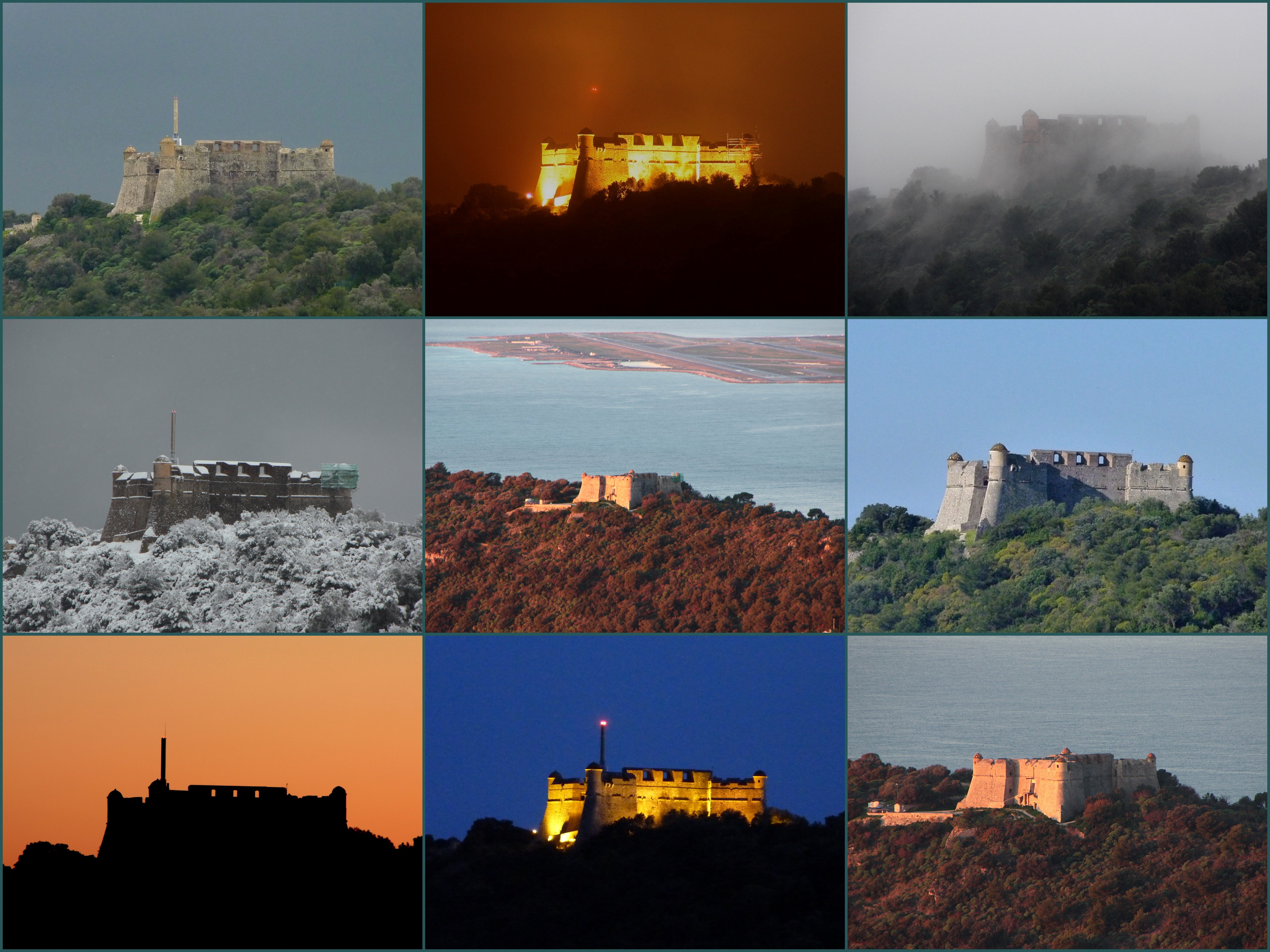
Le fort du Mont Alban au cours des saisons.

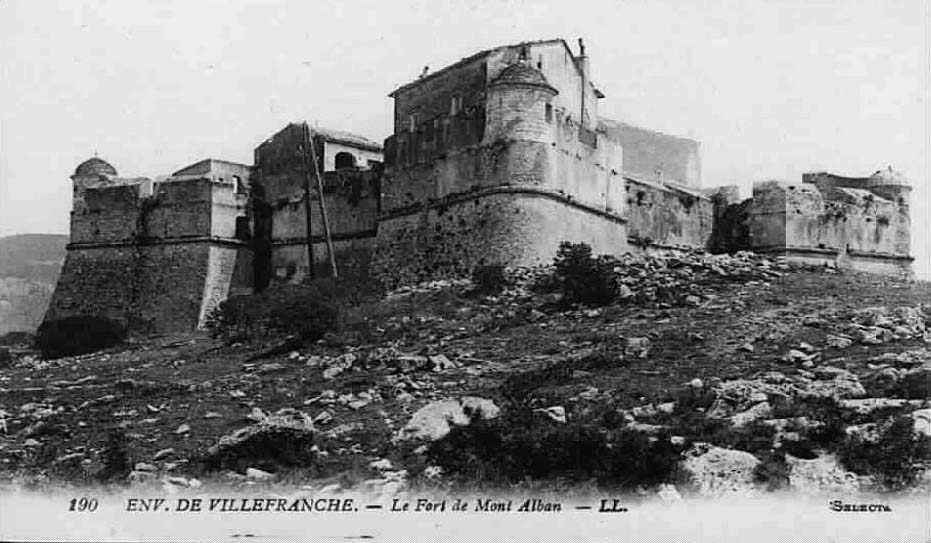
Le fort au début du XXe siècle.
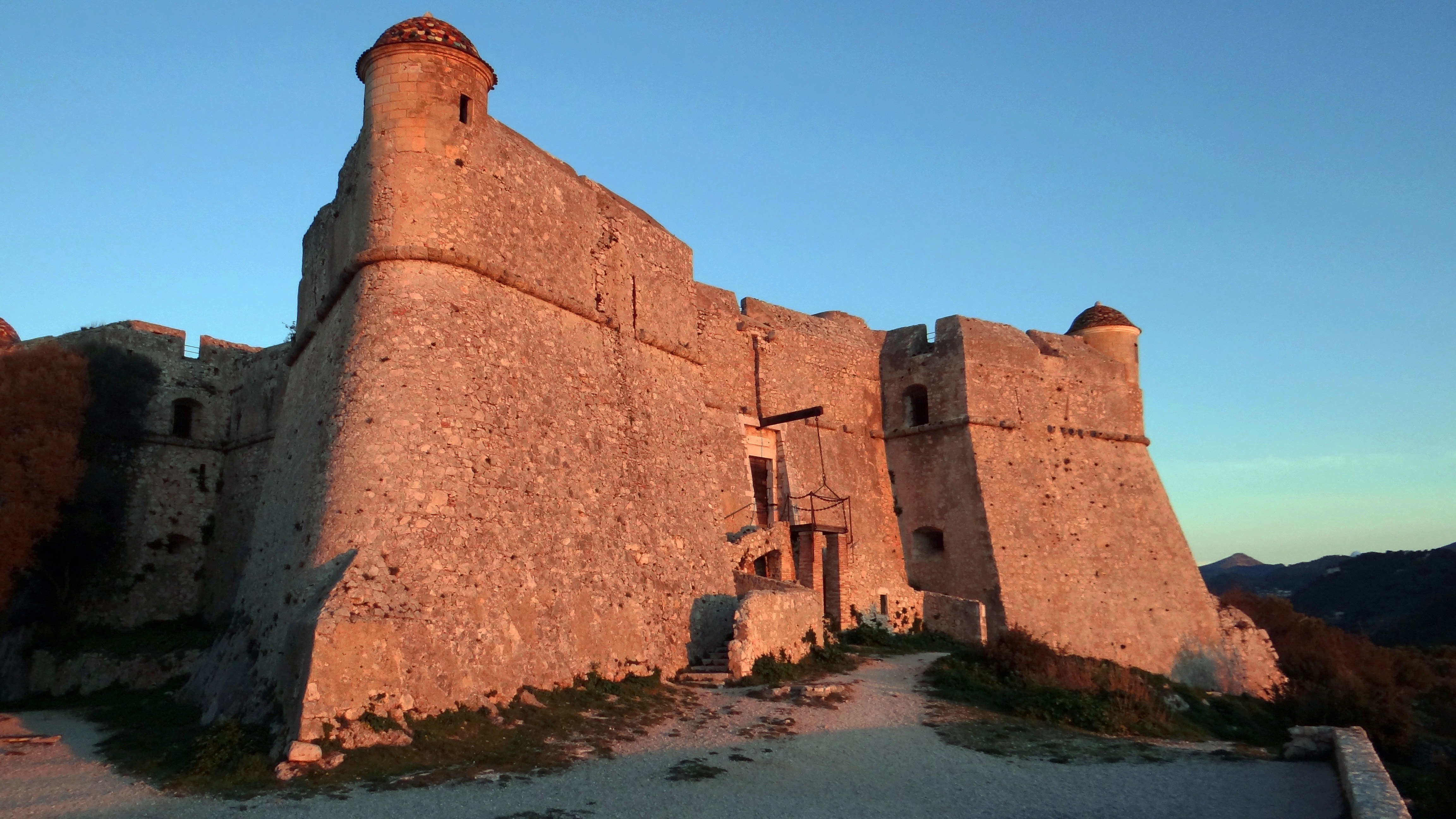
Le Fort du Mont Alban à Nice. Face est éclairée au lever du Soleil.
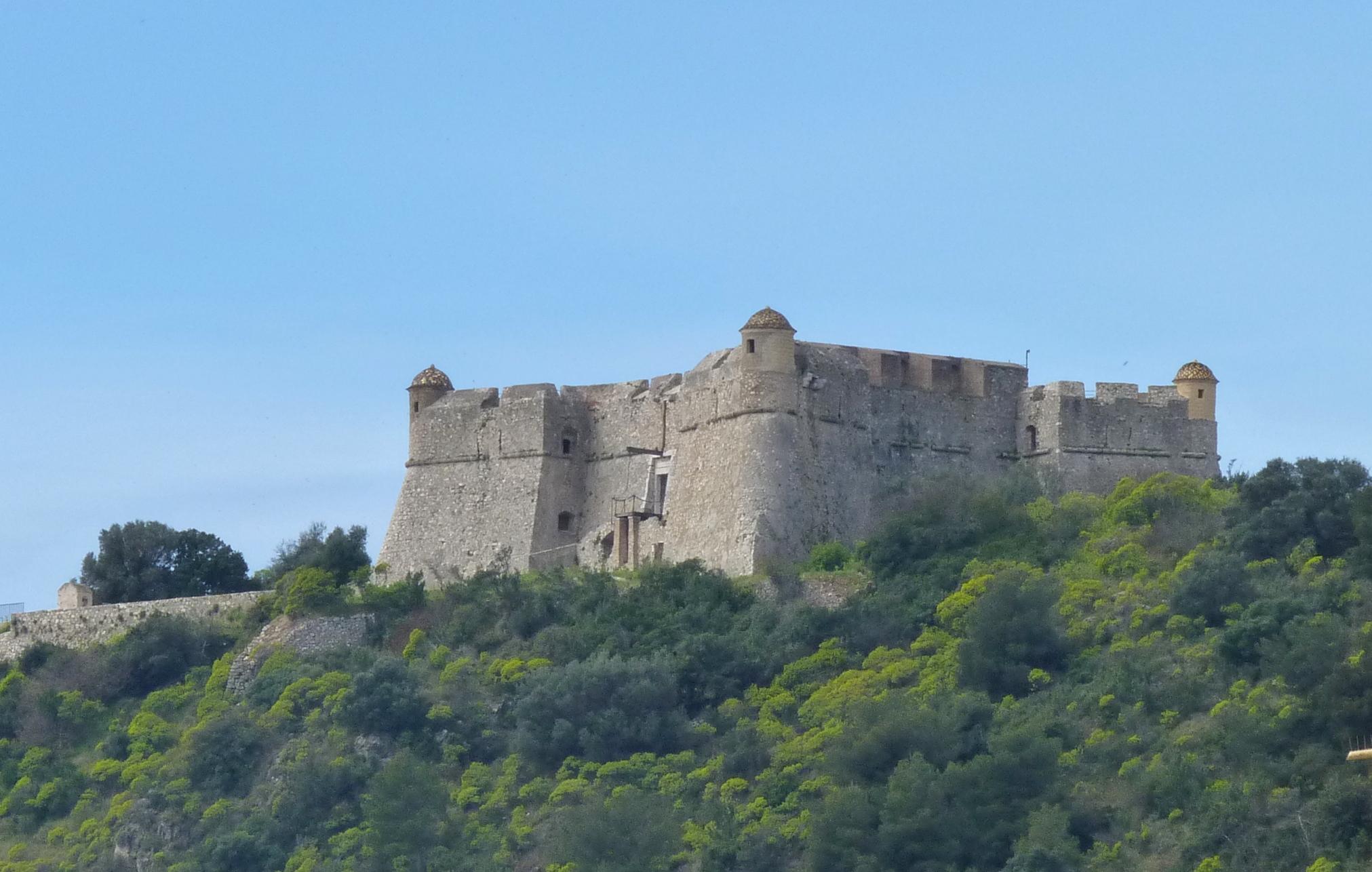
Le Fort du Mont Alban à Nice, faces est et nord au printemps.
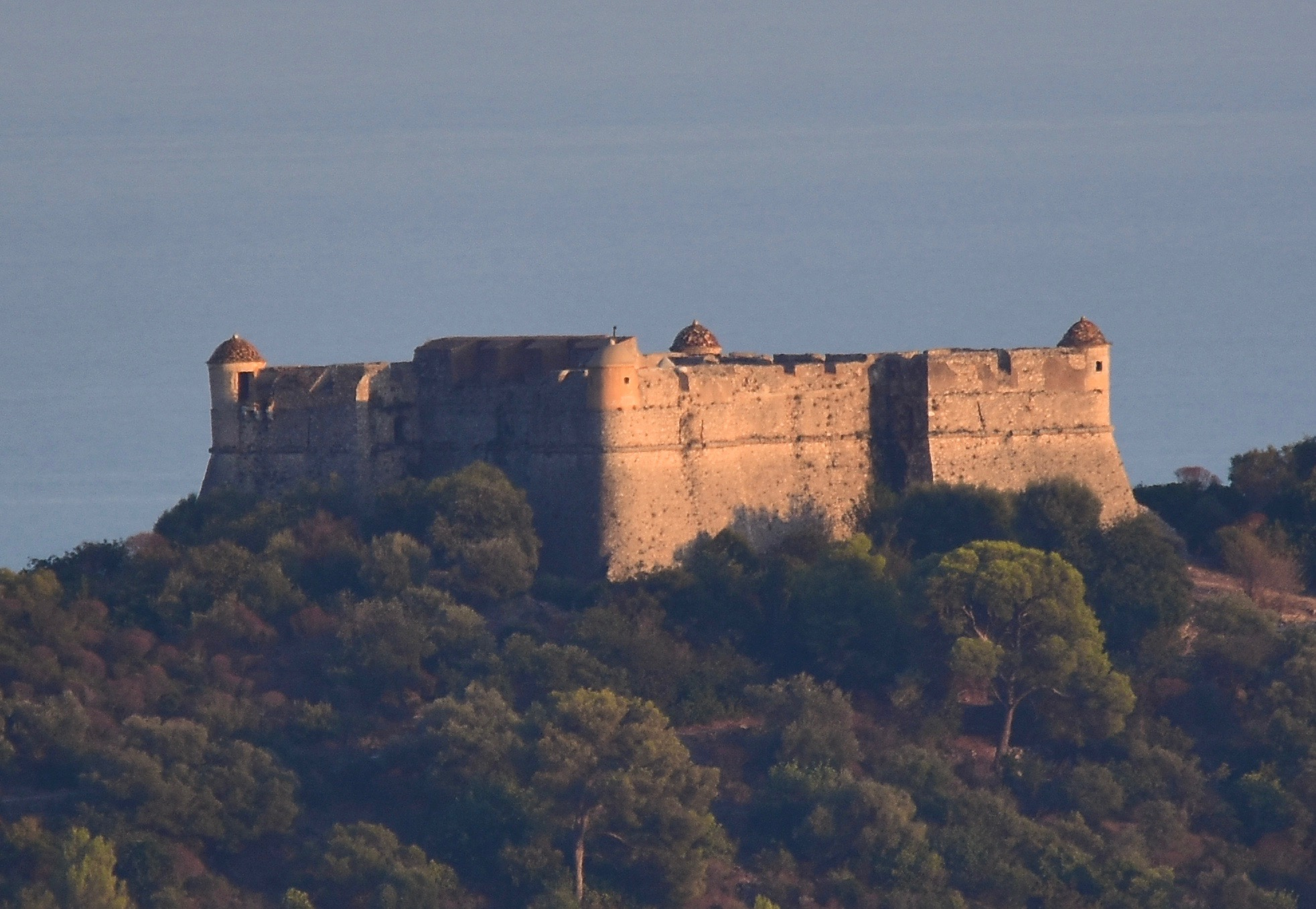
Face Nord et Ouest ( éclairée par le soleil couchant ) Fort Mont Alban.

## Description
Situé sur un point stratégique, à 220 mètres d’altitude, il offre un magnifique panorama, à l'ouest sur la baie des Anges jusqu’au massif de l'Esterel et à l’est sur la rade de Villefranche jusqu’à la Riviera italienne. Il se présente selon un plan rectangulaire, de 40 sur 46 mètres de côté, avec des remparts percés d’embrasures, et prolongés par des bastions d’angle en forme d’as de pique très saillants, flanqués de guérites en pierre. Il peut accueillir une garnison d’une cinquantaine de soldats.

## Classement
Le fort du mont Alban est classé monument historique, par arrêtés des 20 février 1909 pour l'enceinte du fort, 20 août 1913 pour les murs d'enceinte et 23 février 1923 pour le périmètre de 250 mètres.

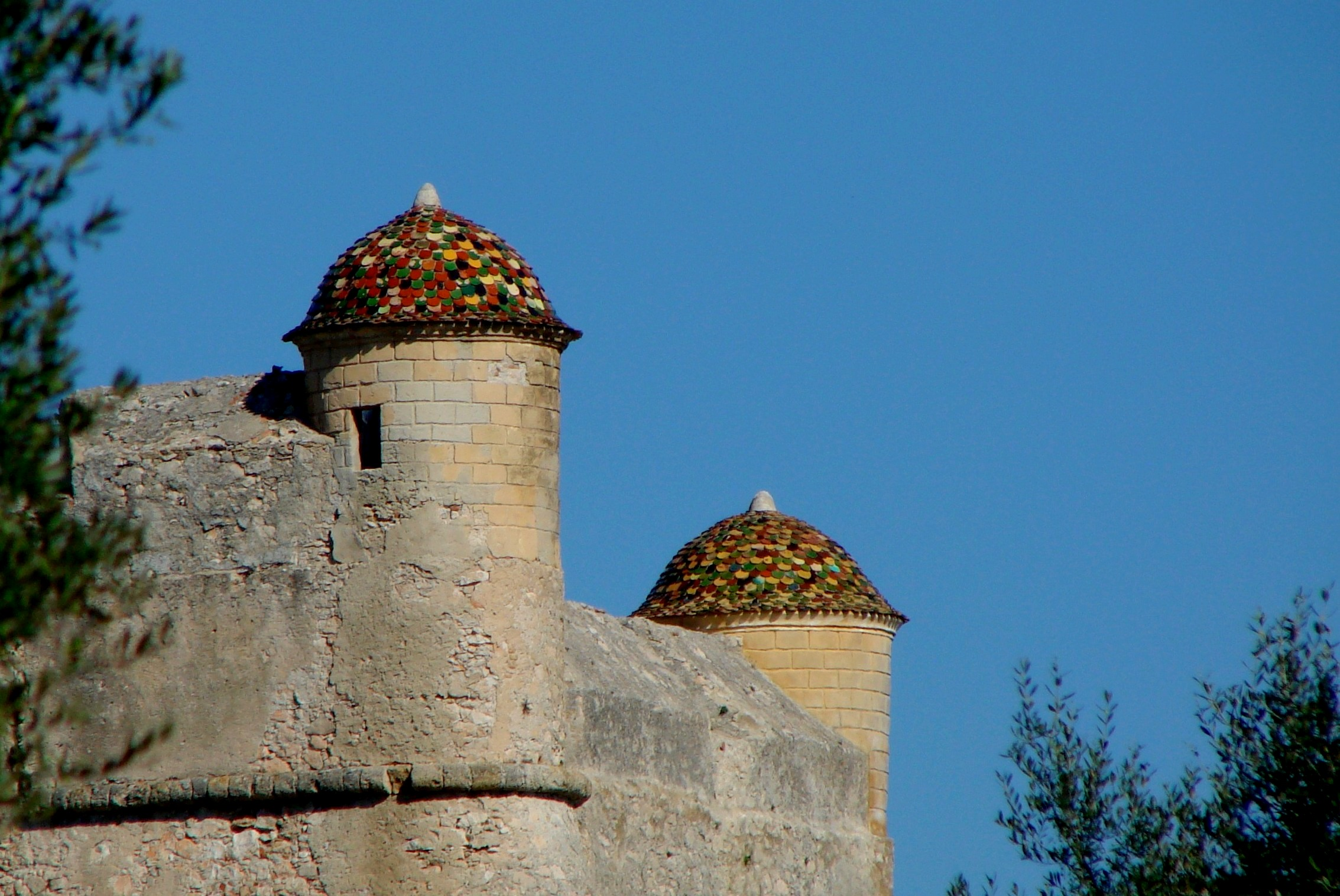
Fort du Mont Alban à NIce. Les deux guérites en pierre de la face sud.
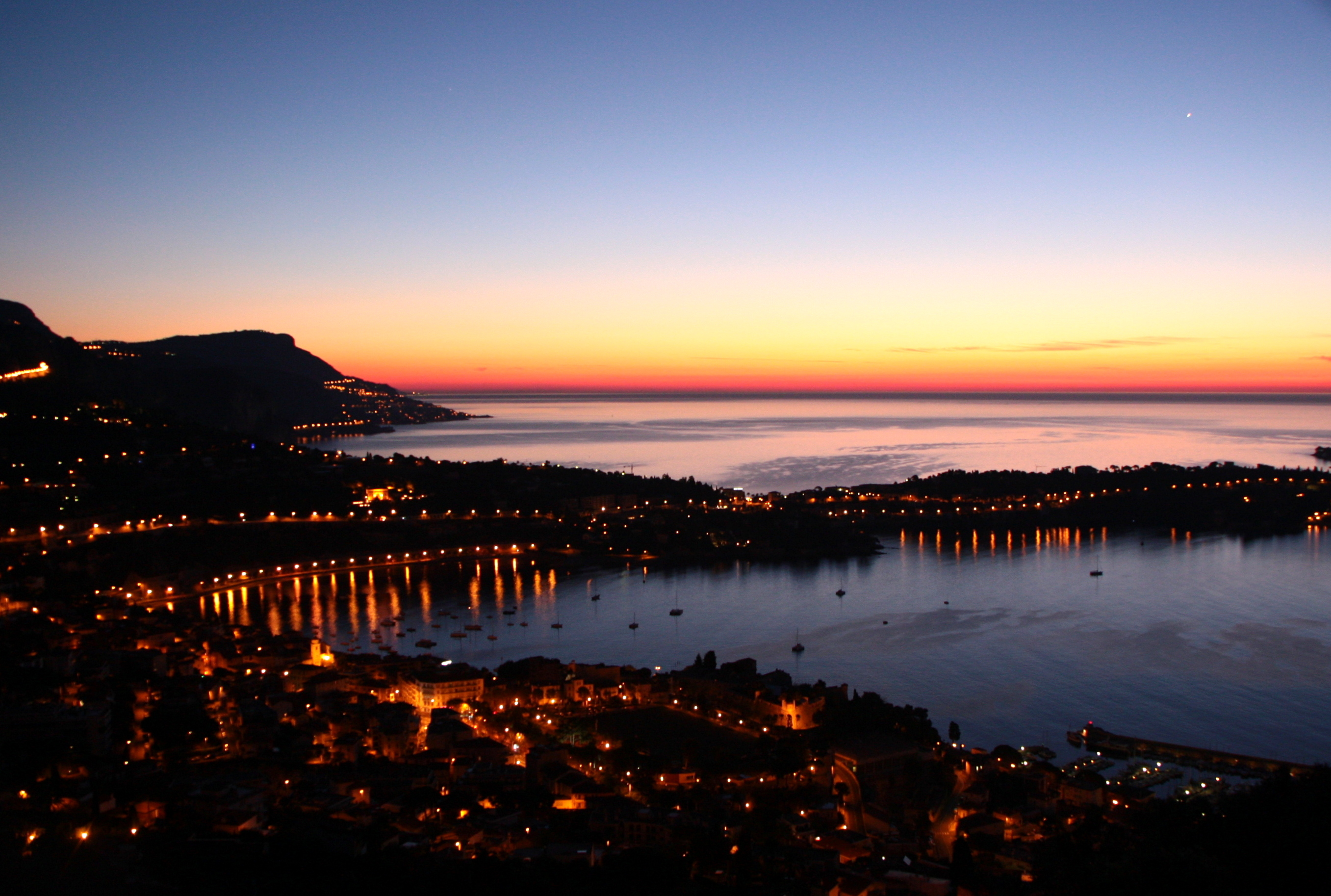
Vue vers l'est depuis le Fort du Mont Alban. La baie de Villefranche et le Cap Ferrat et au loin Monaco.
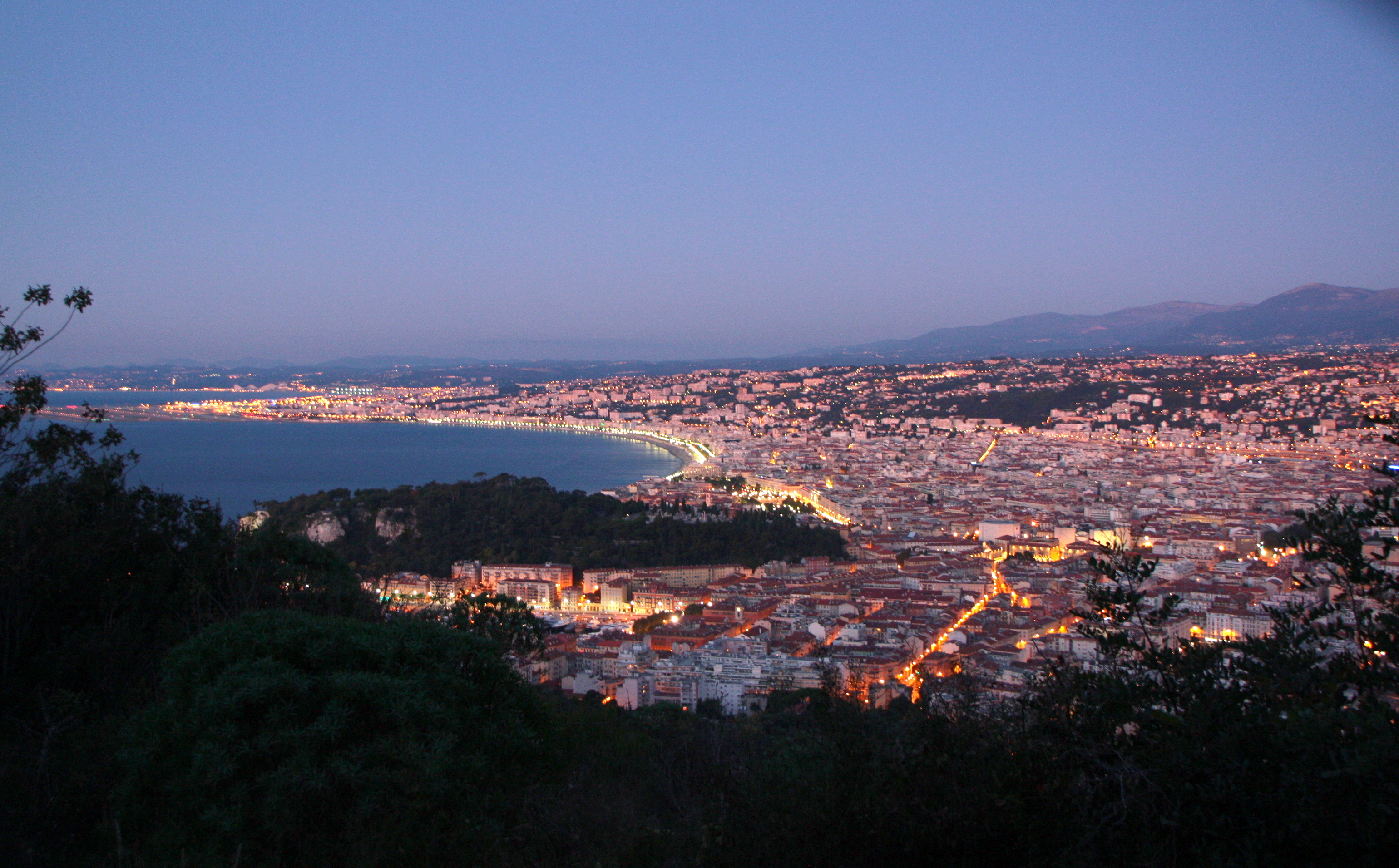
Vue vers l'ouest depuis le Fort du Mont Alban à Nice. La Baie des Anges et la ville de Nice à l'aube.